# Stavriá (Héraklion)
Stavriá, en grec moderne : Σταυριά, est un village du dème de Viánnos, en Crète, en Grèce. Selon le recensement de 2011, la population de Stavriá compte 1 habitant. Le village est situé à une altitude de 120 m et à une distance de 6,4 km de Kalámi.